# Nokere Koerse 1989
La Nokere Koerse 1989, quarantaquattresima edizione della corsa, si svolse il 15 marzo per un percorso con partenza ed arrivo a Nokere. Fu vinta dal belga Rik Van Slycke della squadra Histor-Sigma davanti al polacco Andrzej Mierzejewski e all'altro belga Peter Spaenhoven.

## Ordine d'arrivo (Top 10)
| Pos. | Corridore            | Squadra                              | Tempo    |
| ---- | -------------------- | ------------------------------------ | -------- |
| 1    | Rik Van Slycke       | Histor-Sigma                         | 4h06'00" |
| 2    | Andrzej Mierzejewski | Exbud                                | s.t.     |
| 3    | Peter Spaenhoven     | Boccaccio Life-Nico Lapage-Deschacht | s.t.     |
| 4    | Daan Luyckx          | TVM-Van Schilt                       | s.t.     |
| 5    | Rudy Rogiers         | Hitachi                              | s.t.     |
| 6    | Ludo Giesberts       | La William-Tonissteiner-Euroclean    | s.t.     |
| 7    | Étienne De Wilde     | Histor-Sigma                         | s.t.     |
| 8    | Johan Devos          | Humo-TW Rock                         | s.t.     |
| 9    | Pascal Elaut         | Humo-TW Rock                         | s.t.     |
| 10   | Kurt Van Keirsbulck  | Humo-TW Rock                         | s.t.     |